# Registre national des lieux historiques dans le comté de Sutter

Localisation du comté de Sutter en Californie

Ceci est la liste des lieux historiques inscrits sur le registre national dans le comté de Sutter en Californie.
C'est censé être une liste exhaustive des propriétés et des districts des  lieux historiques du registre national dans le comté de Sutter, en Californie. Les coordonnées de latitude et longitude sont fournies pour la plupart des propriétés et les districts du registre national ; ces localisations peuvent être aperçues sur Google Map.
Il y a 2 propriétés répertoriées sur le registre national dans le comté.

## Liste actuelle
| Position | ID       | Type | Nom                                        | Localisation                                        | Ville    | Date d'inscription | Image | Coordonnées                          | Description |
| -------- | -------- | ---- | ------------------------------------------ | --------------------------------------------------- | -------- | ------------------ | ----- | ------------------------------------ | ----------- |
| 1        | 97001657 | HD   | Live Oak Historic Commercial District (en) | Le long de Broadway entre Pennington Rd. et Elm St. | Live Oak | 23 janvier 1998    |       | 39° 16′ 30″ nord, 121° 39′ 38″ ouest |             |
| 2        | 16000167 | NRHP | West Butte Schoolhouse (en)                | 14226 Pass Rd.                                      | Live Oak | 19 avril 2016      |       | 39° 11′ 12″ nord, 121° 52′ 44″ ouest |             |